# Pisalni stroj
Pisalni stroj je mehanična ali električna naprava z naborom tipk. Ob pritisku na tipko se na list izpiše črka. Izum je nastal v Evropi, pripisujemo ga izumitelju Tirolcu Petru Miterhoferju tesarju iz Pertschinga pri Meranu, ki je 18. decembra 1866 predstavil svoj izum – pisalni stroj. Mitterhoferjev pisalni stroj je kasneje odkupil avstrijski cesar, vendar do njegove proizvodnje za trg ni nikoli prišlo.

## Razvoj pisalnih strojev
V angloameriški literaturi pa zasledimo drugačen podatek, prvi uporabni pisalni stroj naj bi izumil tim konstruktorjev Karlos Glidden, Samuel W. Soule- tiskar in Christopher Lotham Sholes. Oni so leta 1867 v jeseni izdelali prvi stroj. Izumitelji so s tem strojem napisali več pisem in jih poslali na različne naslove, da bi zanj zbudili zanimanje potencialnih kupcev. Eno od teh pisem je prejel tudi James Densmore, po poklicu tiskar, katerega je stroj zanimal in si ga je ogledal. Spoznal je nekaj bistvenih pomanjkljivosti in zahteval da se stroj izpopolni, kar so izumitelji tudi storili v letu 1868. Densmor je prevzel menedžerski posel in s pomočjo časnikarjev Chlepana in Wellerja vodil reklamo in populariziral nov stroj. Povpraševanje je bilo zadovoljivo, zato je Densmor sklenil pogodbo z najprimernejšim proizvajalcem, ki je prevzel proizvodnjo na veliko. Dne 1. marca 1873 je bila sklenjena pogodba med izumitelji in podjetjem Remington v Mohawktalu-Ilion George. Jeseni istega leta so bili prvi serijsko proizvedeni stroji že na trgu ZDA. Prvi stroji so bili še dokaj nerodni in robustni, pri kasnejših izvedbah pa so bili vse manjši, kvalitetnejši in primerni tudi za prenos, imenovali so jih portabel. Ti stroji so prodrli v pisarne in privatna stanovanja ter se obdržali tam do konca 90-tih let dvajsetega stoletja, ko so jih pričeli izpodrivati računalniki. Danes so v modernem življenju že muzejski predmeti.

## Uvedba pisalnih strojev v poslovno življenje in socialne posledice v ZDA
Izum in uvedba pisalnih strojev v urade in podjetja v ZDA je imela nepričakovane socialne posledice. Podjetniki so zaposlovali cenejšo delovno silo, kjer so se pa ženske, katere so se naučile uporabljati pisalni stroj, izkazale za bolj hitre, točne in kvalitetnejše pisce na pisalni stroj, zato so pričele v tem poklicu dominirati. Ženske so prvič dobivale dobro plačana delovna mesta, gospodarsko moč, velik vpliv v poslovnem življenju in polžaj na trgu delovne sile. Spremenile so tudi modo dolgih kril, katera so bila v pisarnah zgolj v napoto, uvedle pa modo strojepisk in tajnic. Celotna družba v ZDA se je začela zelo hitro spreminjati. Ženske v ZDA so izumitelja pisalnega stroja Christophera Lathama Sholesa pričele slaviti kot osvoboditelja žensk. 
Na sliki lahko vidimo pisalni stroj, enak model pisalnega stroja imajo tudi v tehničnem muzeju Slovenije. Model pisalnega stroja MIGNON 4 izdelan v AEG - Deutsche Werke A.B. Berlin. Starost tega stroja je med 103 in 107 let.